# Dietrich Berges
Dietrich Berges (* 14. Dezember 1957 in Koblenz) ist ein deutscher Klassischer Archäologe.
Dietrich Berges studierte zwischen 1978 und 1984 Klassische Archäologie, Alte Geschichte und Urgeschichte an den Universitäten Gießen, Heidelberg und Freiburg. Nach der Magisterprüfung 1984 erfolgte 1986 die Promotion. Thema der Dissertation war Hellenistische Rundaltäre Kleinasiens. Dafür wurde er mit dem Reisestipendium des Deutschen Archäologischen Instituts ausgezeichnet, mit dem er 1986/1987 den Mittelmeerraum bereisen konnte. Anschließend war Berges bis 1992 Wissenschaftlicher Referent am Deutschen Archäologischen Institut Rom. Er war Leiter der Redaktion und Mitarbeiter des von Friedrich Rakob (1931–2007) geleiteten Karthago-Projektes.
Zwischen 1992 und 1994 arbeitete Berges als Stipendiat der Deutschen Forschungsgemeinschaft (DFG) an seiner an der Universität Hamburg und dem Deutschen Archäologischen Institut (DAI) angesiedelten Habilitation, bei der er die Siegelfunde aus dem punischen Tempelarchiv in Karthago erschloss und auch in Hamburg lehrte. 1995 wurde er in Hamburg habilitiert und zum Privatdozenten ernannt.
Von 1994 bis 1999 leitete Berges das Kappadokien-Projekt des DAI und der Universität Erlangen. Er leitete das Tyana-Survey und arbeitete im Schwerpunktprogramm Historische Grundlagenforschung im antiken Kleinasien der DFG mit. 1997/1998 war er Rodney-S.-Young-Fellow an der University of Pennsylvania, wo er die Maxwell-Sommerville-Collection of Engraved Gems erschloss. Zwischen 1999 und 2005 führte Berges mit Numan Tuna Ausgrabungen im archaischen Heiligtum von Emecik (Knidos) durch. 2004/2005 weilte er erneut als Visiting Research Scholar an der University of Pennsylvania. Seit 2006 war Berges Stipendiat der Gerda Henkel Stiftung und widmete sich dem Forschungsprojekt Antikenrezeption im Zeitalter der Aufklärung und Restauration.
Berges betreibt ein Unternehmen für archäologische Kulturreisen in Hamburg.

## Schriften
- Hellenistische Rundaltäre Kleinasiens. Wasmuth, Berlin 1986.
- Rundaltäre aus Kos und Rhodos. Gebr. Mann, Berlin 1996, ISBN 3-7861-1691-1.
- Die Tonsiegel aus dem karthagischen Tempelarchiv. In: Friedrich Rakob: (Hrsg.): Die deutschen Ausgrabungen in Karthago (= Karthago. Band 2). von Zabern, Mainz 1997, ISBN 3-8053-1674-7, S. 10–214.
- mit Johannes Nollé: Tyana. Archäologisch-historische Untersuchungen zum südwestlichen Kappadokien (= Inschriften griechischer Städte aus Kleinasien. Band 55). 2 Teilbände, Habelt, Bonn 2000, ISBN 3-7749-2959-9.
- Antike Siegel und Glasgemmen der Sammlung Maxwell Sommerville im University of Pennsylvania Museum of Archaeology and Anthropology, Philadelphia PA. von Zabern, Mainz 2002, ISBN 3-8053-2888-5.
- Knidos. Beiträge zur Geschichte der archaischen Stadt. von Zabern, Mainz 2006, ISBN 978-3-8053-3457-0.
- Höchste Schönheit und einfache Grazie. Klassizistische Gemmen und Kameen der Sammlung Maxwell Sommerville im University of Pennsylvania Museum of Archaeology and Anthropology, Philadelphia PA. Verlag Marie Leidorf, Rahden/Westf. 2011, ISBN 978-3-89646-048-6.